# Walkman (singolo)
Walkman è un singolo della cantautrice italiana Angelina Mango, pubblicato l'8 aprile 2022.

## Descrizione
Il brano, scritto dalla stessa cantautrice, è prodotto da lei stessa con Tiziano Ferro, Enrico Brun e Marco Sonzini.

## Tracce
Testi e musiche di Angelina Mango.
1. Walkman – 2:51